# Günter Hartfiel
Günter Hartfiel (* 4. August 1931 in Blankenfelde; † 10. Januar 1977 durch Verkehrsunfall) war ein deutscher Soziologe.

## Leben

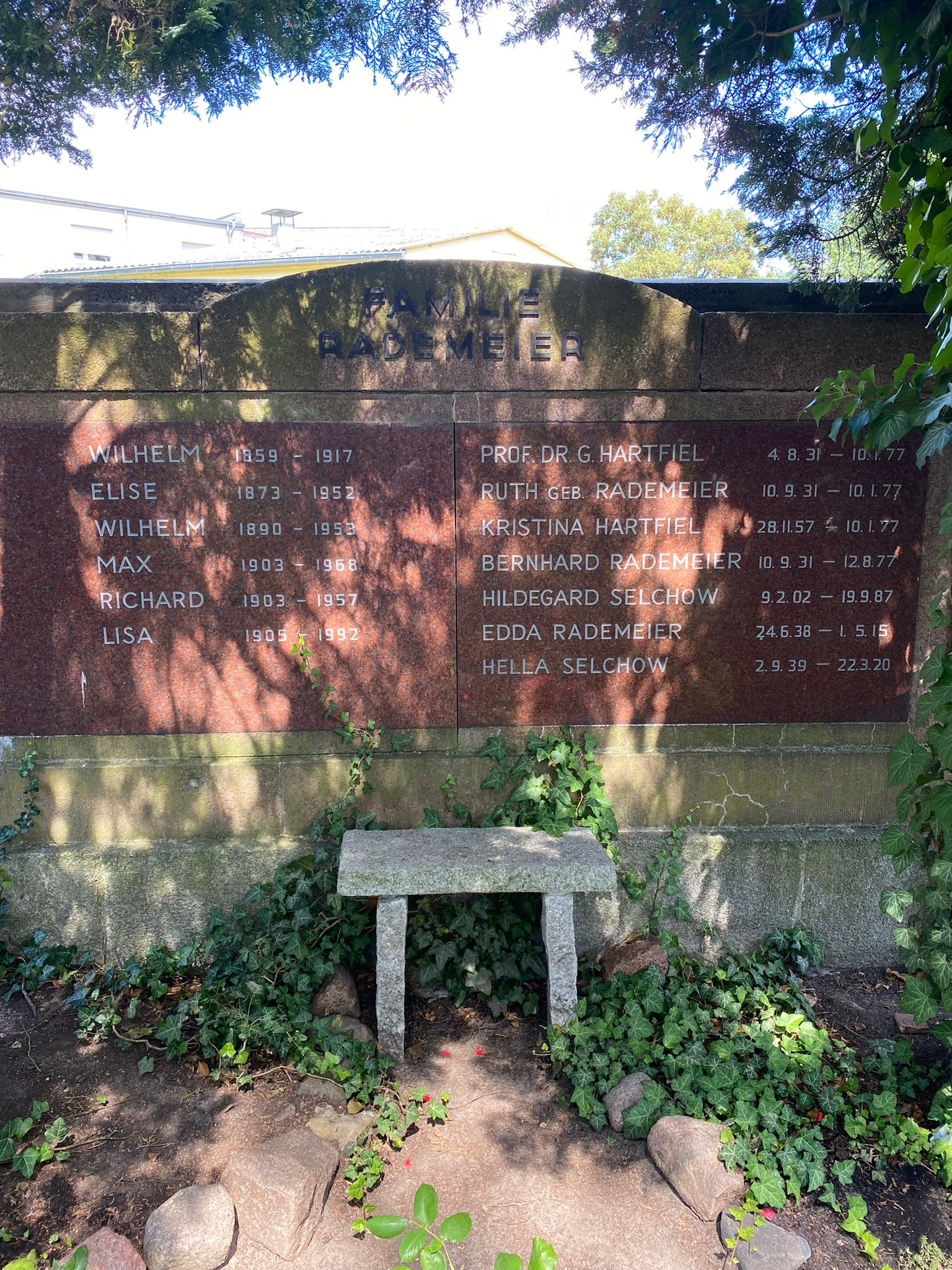
Grabstätte auf dem Friedhof Lichtenrade

Er studierte Soziologie, Politologie und Volkswirtschaft. 1969 leitete er kurzzeitig die Pädagogische Hochschule Berlin. Seit 1970 lehrte er Soziologie an der Universität Würzburg, wo er den Bereich Soziologie mit Karl-Heinz Hillmann aufbaute; danach war er Professor für Soziologie an der Gesamthochschule Kassel.
Günter Hartfiel wurde auf dem Friedhof Lichtenrade beigesetzt. Dort ruht er in der Familiengrabstätte Rademeier.

## Schriften
- Soziale Schichtung. Juventa, München 1978, ISBN 3-7799-0704-6.

- Die gesellschaftlichen Funktionen von Schule, Fernuniversität Hagen, 1977
- (Hrsg.): Das Leistungsprinzip. Merkmale – Bedingungen – Probleme, 1977, ISBN 978-3-8100-0160-3
- Wörterbuch der Soziologie, Kröner, Stuttgart 1970 u. ö., 5. Aufl. 2007, ISBN 978-3-520-41005-4
- (Hrsg.): Die autoritäre Gesellschaft, Westdeutscher Verlag, Köln 1969 (3. Aufl. 1972, ISBN 3-531-11121-3).
- Wirtschaftliche und soziale Rationalität: Untersuchungen z. Menschenbild in Ökonomie u. Soziologie. Enke, Stuttgart 1968 (Habilitationsschrift).
- (mit Lutz Sedatis u. Dieter Claessens): Beamte und Angestellte in der Verwaltungspyramide: organisationssoziologische und verwaltungsrechtliche Untersuchungen über das Entscheidungshandeln in der Kommunalverwaltung. Duncker & Humblot, Berlin 1964.
- Angestellte und Angestelltengewerkschaften in Deutschland. Entwicklung und gegenwärtige Situation von beruflicher Tätigkeit, sozialer Stellung und Verbandswesen der Angestellten in der gewerblichen Wirtschaft (= Soziologische Abhandlungen, Bd. 1). Duncker & Humblot, Berlin 1961 (= Dissertation Freie Universität Berlin).